# Iaçu (ort)
Iaçu är en ort i Brasilien.   Den ligger i kommunen Iaçu och delstaten Bahia, i den östra delen av landet, 900 km öster om huvudstaden Brasília. Iaçu ligger 240 meter över havet och antalet invånare är 22 664.
Terrängen runt Iaçu är platt norrut, men söderut är den kuperad. Det finns inga andra samhällen i närheten.
Omgivningarna runt Iaçu är huvudsakligen savann. Runt Iaçu är det glesbefolkat, med 14 invånare per kvadratkilometer.